# Vadu Negrilesei
Vadu Negrilesei – wieś w Rumunii, w okręgu Suczawa, w gminie Stulpicani. W 2011 roku liczyła 556 mieszkańców. 